# Liste irischer Loughs

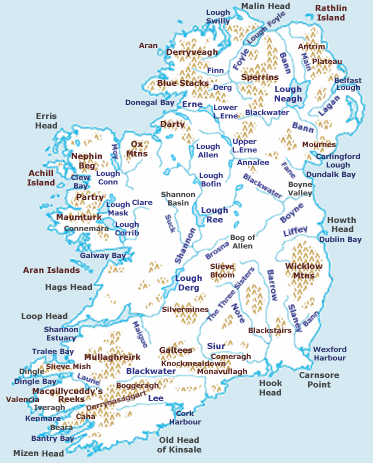
Karte mit den Gebirgen, Seen, Flüssen und anderen geologischen Besonderheiten Irlands (größere Version).

Die Liste irischer Loughs bezieht sich auf die Insel Irland.
Das Wort lough (Aussprache [lɒx] oder [lɒk]) kommt aus dem Irischen (dort: loch [lɔx]) und bedeutet See. Es entspricht damit auch der in Schottland üblichen Bezeichnung loch.
Es gibt viele Seen in Irland. Die meisten von ihnen werden als Lough bezeichnet. Die Liste enthält jene Loughs, die von geographischer, geologischer oder historischer Bedeutung sind.

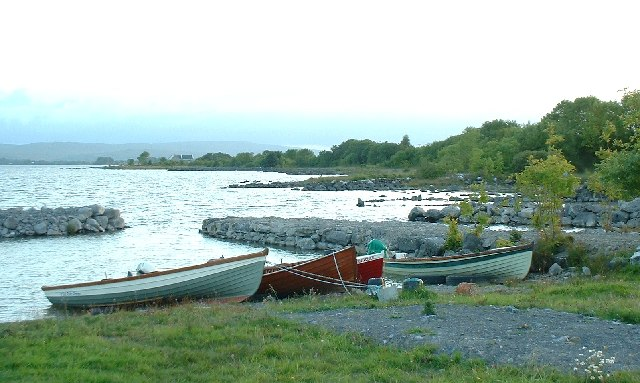
Fischerboote am Lough Corrib

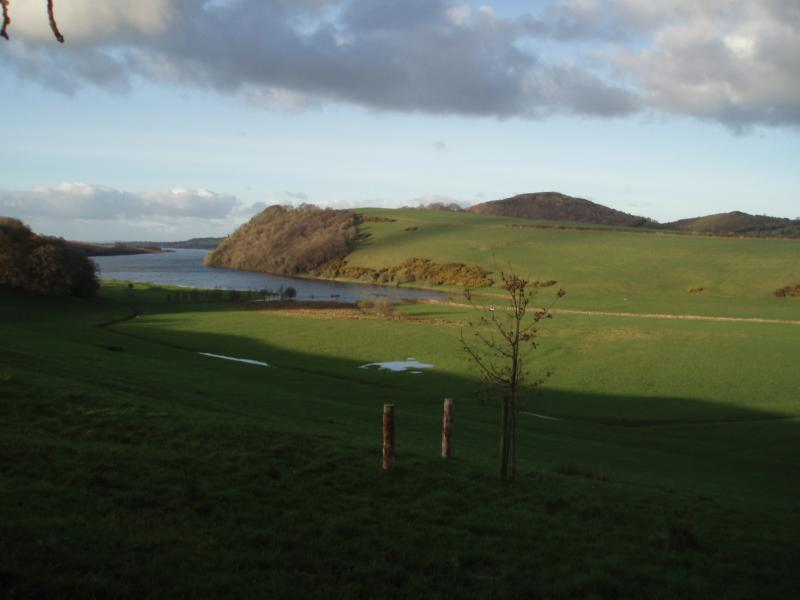
Lough Derravaragh und Knockeyon

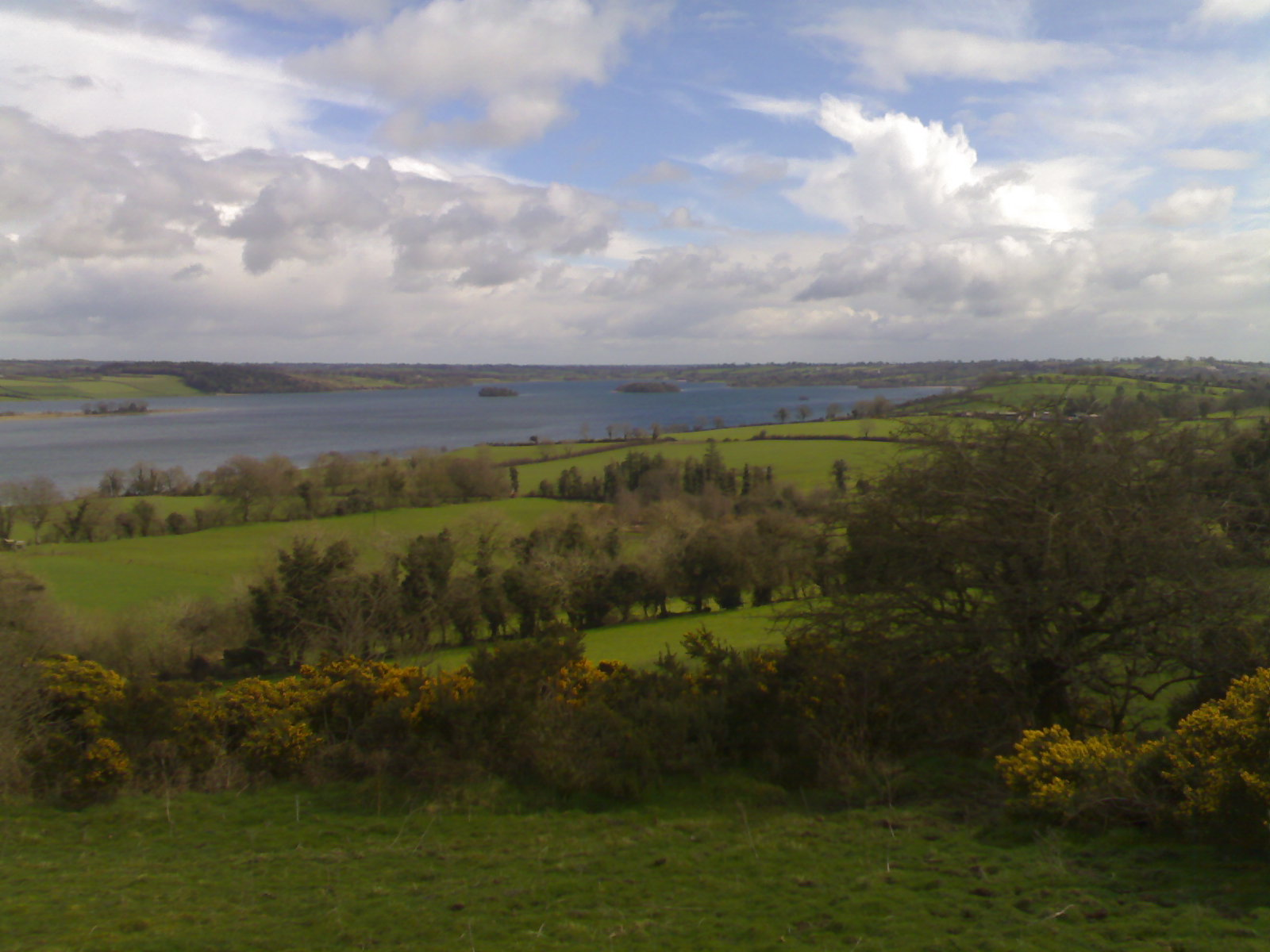
Lough Lene und Turgesius Island

## Süßwasser-Loughs
- Lough Allen, County Leitrim
- Lough Arrow, County Sligo
- Lough Beagh (auch Lough Veagh), County Donegal
- Lough Carra, County Mayo
- Loch na Ceathrún Móire (Carrowmore Lake), County Mayo
- Lough Conn, County Mayo
- Lough Corrib, County Galway größter in der Republik Irland.
- Lough Dan, County Wicklow
- Lough Derg (Donegal), County Donegal
- Lough Derg (Shannon), zweitgrößter in der Republik
- Lough Derravaragh, County Westmeath
- Lough Ennell, County Westmeath
- Lough Erne, zwei Seen: Upper Lough Erne und Lower Lough Erne, County Fermanagh
- Lough Eske, County Donegal
- Lough Finn, County Donegal
- Lough Gara, County Sligo und County Roscommon
- Lough Gowna, County Cavan und County Longford
- Lough Graney, County Clare
- Lough Gur, County Limerick
- Lough Key, County Roscommon
- Lough Leane, County Kerry
- Lough Lene, County Westmeath
- Lough Mask, County Mayo
- Lough Muckno, County Monaghan
- Lough Neagh, Nordirland – größter See im Vereinigten Königreich
- Lough Oughter, County Cavan
- Lough Owel, County Westmeath
- Lough Ramor, County Cavan, bei der Stadt Virginia (Irland)
- Lough Ree, County Westmeath, County Longford und County Roscommon
- Lough Ross, County Armagh und County Monaghan
- Lough Rynn, County Leitrim
- Lough Sheelin, County Westmeath und County Cavan
- Lough Sillan, County Cavan, nahe Shercock

## Brackwasser-Loughs
- Lady’s Island Lake, County Wexford
- Tacumshin Lake, County Wexford
- Loch Muiridhe, County Clare

## Salzwasser-Loughs
- Belfast Lough
- Carlingford Lough
- Lough Foyle
- Larne Lough
- Lough Swilly
- Lough Hyne
- Strangford Lough
- Loch an Aibhnín, County Galway
- Dundrum Bay (Inner) (Loch Rudhraighe)
- Galway Bay (Loch Lurgain)
- Roaringwater Bay (Loch Trasna)
- Shannon Estuary (Loch Luimnigh)
- Lough Mahon
- Lough Beg
- Castlemaine Harbour (Loch na dTrí gCaol)
- Wexford Harbour (Loch Garman)